# Сражение при Сиди-Бу-Зид
Сражение при Сиди-Бу-Зид (14-17 февраля 1943) или Операция «Весенний Ветер» (нем. Unternehmen Frühlingswind) — ограниченное наступление немецких войск в Северной Африке во время Второй мировой войны, в ходе которого американские войска понесли существенные потери.

## Предыстория
В конце 1942 года высадившиеся в Северной Африке англо-американские войска не успели занять Тунис раньше, чем туда были переброшены из Европы итальянские и немецкие части, и вынуждены были остановиться, подтягивая тылы и получая подкрепления. Тем временем командование над немецкими силами в Тунисе, объединёнными в 5-ю танковую армию, принял генерал-полковник Ганс-Юрген фон Арним. В январе 1943 года оборонительной линии «Марет» в районе границы Туниса и Ливии достигла отступавшая от англичан немецкая танковая армия «Африка» под командованием генерал-фельдмаршала Эрвина Роммеля. Так как англичане остановились перед линией «Марет», то основное беспокойство у немцев вызывали французские и американские войска, находившиеся на западе Туниса в горах Восточного Дорсаля, так как они могли ударом на восток выйти по кратчайшему расстоянию к морю, и отрезать Роммеля от находившихся на севере портов.
Фон Арним решил предпринять атаку в районе города Сиди-Бу-Зид, а затем помочь Роммелю захватить город Гафса и повернуть на север, нанеся удар американцам раньше, чем они успеют восстановить равновесие. Свою операцию фон Арним назвал «Фрюлингсвинд» («Весенний ветер»). Командовать операцией был назначен генерал Хайнц Циглер, а командиром ударного кулака назначался полковник Помтов. В авангарде должна была двигаться 1-я рота «Тигров» 501-го тяжёлого танкового батальона, приданного 10-й танковой дивизии. Они должны были прорваться в проход Фаид и войти в Сиди-Бу-Зид с нескольких сторон; тем временем остальные немецкие войска должны были окружить американскую 1-ю танковую дивизию и уничтожить её.
Со стороны Антигитлеровской коалиции в Восточном Дорсале находились войска неопытного американского II корпуса под командованием генерал-майора Ллойда Фредендалля, и перешедшего на их сторону слабого французского XIX корпуса под командованием генерала Альфонса Жюэна. Не имея разведывательных данных о противнике, Фредендалль разбросал свои силы на широком пространстве, стремясь прикрыть все угрожаемые направления. Сиди-Бу-Зид обороняла боевая группа 168-го полка 34-й пехотной дивизии под командованием полковника Томаса Дрейка, которой было придано боевое командование «A» 1-й танковой дивизии. Фредендалль, отдавая приказания напрямую частям через голову командира дивизии, разместил войска на возвышенностях «островками обороны».

## Ход событий
В 4 часа утра 14 февраля четыре немецкие боевые группы, в которых насчитывалось 140 танков из состава 10-й и 21-й танковых дивизий, двинулись через проходы Фаид и Майзила на Сиди-Бу-Саид под прикрытием песчаной бури. К 10 утра боевые группы «Рейман» и «Герхардт» окружили опорный пункт Джебель-Лессуда, который оборонял подполковник Джон Уотерс (зять генерала Джорджа Паттона) и соединились севернее Сиди-Бу-Саида.
Боевые группы «Шютте» и «Штенкхоф» из состава 21-й танковой дивизии захватили проход Майзила на юге, после чего боевая группа «Шютте» двинулась на север, связав боем два американских батальона в Джебель-Ксайра, а боевая группа «Штенкхоф» направилась на северо-запад к Бир-эль-Хафей, чтобы совершить обход и выйти к Сиди-Бу-Саиду с запада. Под сильным огнём боевой группы «Шютте» полковник Дрейк запросил разрешения на отход, но Фредендалль запретил это делать, приказав дожидаться подкреплений. Вечером боевая группа «Штенкхоф» и части 10-й танковой дивизии атаковали боевое командование «A», которое было вынуждено отступить к находившемуся в 24 км западнее Джебель-Хамра, потеряв при этом 44 танка и много артиллерии. Американская пехота оказалась блокированной на высотах Джебель-Лессуда, Джебель-Ксайра и Джебель-Гарет-Хадид.
Ночью командующий американской 1-й танковой дивизией генерал Орландо Уорд выдвинул к Джебель-Хамра боевое командование «C», чтобы 15 февраля контратаковать в направлении Сиди-Бу-Зид, однако на открытой ровной местности атака против двух танковых дивизий превратилась в избиение американских танкистов, которые были вынуждены отступить, потеряв 46 новых танков «Шерман» (из 54 имевшихся), 130 автомобилей и 9 самоходных орудий. Вечером фон Арним приказал трём из четырёх боевых групп направиться к Сбейтле и добить остатки боевых командований «A» и «C». 16 февраля при мощной поддержке с воздуха они отбросили свежее боевое командование «B» и вошли в Сбейтлу.

## Итоги и последствия
За четыре дня боёв американская 1-й танковая дивизия потеряла 2500 человек, 112 средних танков, 10 истребителей танков, 16 самоходных 105-мм и 5 самоходных 75-мм гаубиц, а также 280 других машин, сохранив не более половины боевой мощи. Перед немцами возникла перспектива серьёзного стратегического успеха.